# Jorge de Jerusalém
Jorge de Jerusalém foi o patriarca de Jerusalém entre 797 e 807. Pouco se sabe sobre as suas atividades na função. Ele era o secretário (sincelo) do patriarca Elias II antes de se tornar patriarca quando ele morreu. Nos derradeiros anos de Elias, Jorge foi enviado com uma delegação até o rei dos francos Carlos Magno para tentar conseguir dele alguma ajuda e proteção contra os muçulmanos na Terra Santa.